# Dimstrålkastare

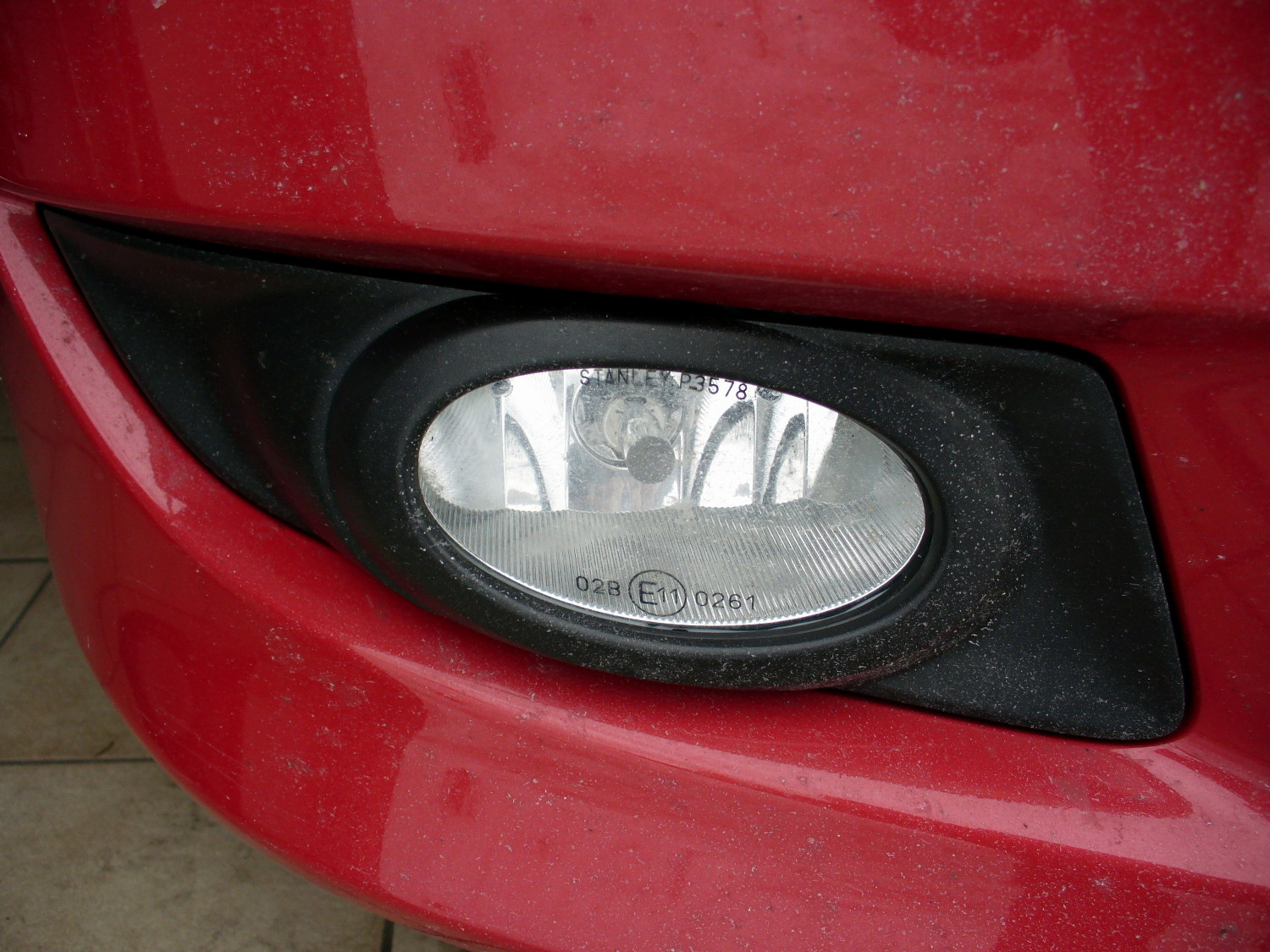
Främre dimstrålkastare monterad på en Mazda3.

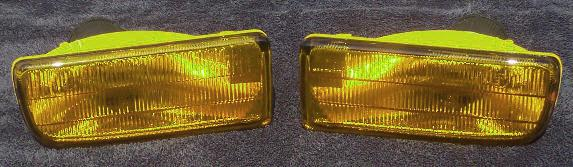
Ett par med gula dimstrålkastare.

Dimstrålkastare kallas det främre dimljuset på ett fordon. De är lampor som sitter antingen separerade från halvljuset eller tillsammans med detta. Eftersom dessa lampor inte är avskärmade, upplevs de som starkare än halvljuset och kan därför blända andra trafikanter. Dimstrålkastarna tänds med en strömbrytare på instrumentpanelen. Vanligtvis tänds en lampa på instrumentpanelen när dimstrålkastarna är aktiverade.

## Montering av dimstrålkastare
De svenska reglerna för montering av dimstrålkastare följer EU:s och lyder som följer: dimljusen ska monteras i par, symmetriskt och måste sitta fast ordentligt, så de inte vibrerar. Vidare ska de placeras högst 40 centimeter in från ytterkanten av bilen och sitta minst 25 centimeter upp från vägbanan, dock får de inte monteras högre än huvudstrålkastarna. Dimstrålkastarna ska luta nedåt minst två procent, för att inte blända mötande fordon, något som bilprovningen kontrollerar vid besiktningen.

## Användning av dimstrålkastare
Det råder olika lagar om användningen av dimstrålkastare i olika länder.

### Sverige
Dimstrålkastarna får i dagsljus alltid användas i stället för halvljus men aldrig tillsammans med detta.
Ett undantag gäller motorcyklar, som i dagsljus får använda dimljus och halvljus enligt EU-direktiv. (Direktivet medger även användning i mörker, men enligt svensk tolkning gäller det endast i dagsljus.)
Bötesbeloppet för att bryta mot detta ligger på 500 kronor (maj 2007). I mörker får dimstrålkastarna endast användas vid nedsatt sikt, såsom vid dimma eller kraftig nederbörd, och även då utan halvljus. Om inga siktproblem föreligger får endast halvljus användas. Förbudet för användande av halvljus och dimstrålkastare tillsammans infördes år 1995 med anledning av att det bländar och ger mötande trafik kortare siktsträcka.

#### Lagtext
Utdrag ur Trafikförordning (1998:1276) 3 kap. Bestämmelser för trafik med fordon: 
- 67 § Lyktor och strålkastare får inte användas på sådant sätt att andra förare kan bländas.

- 71 § Vid färd på väg med bil, motorredskap klass I, tung terrängvagn, motorcykel eller moped klass I får i stället för halvljus användas annat ljus som är tillräckligt för att uppmärksamma andra trafikanter på fordonet. Detta gäller dock inte vid färd under mörker, i gryning eller skymning eller när väderleksförhållandena eller andra omständigheter föranleder att halvljuset behöver vara tänt. I dimma och vid kraftig nederbörd får dimljus användas i stället för halvljus. Sådant ljus som avses i första stycket, dimljus eller halvljus får inte användas samtidigt. Förbudet gäller inte vid färd med motorcykel under dagsljus.

### Australien
I Australien får dimljus (såväl dimstrålkastare som dimbakljus) användas endast när ett fordon körs i dimma eller under andra farliga väderförhållanden som ger upphov till begränsat siktförhållande. Denna lag dock skiljer sig åt i olika delstater.

#### New South Wales
I delstaten New South Wales får dimljus användas när siktförhållandet försämras, till exempel vid regn eller dimma, men även när det är mycket rök eller damm.